# 동튀르키스탄 제2공화국
동튀르키스탄 제2공화국은 소비에트 연방의 지원을 받아 신장 서북부에서 수립되어 존재하던 국가이다. 1944년 이리, 타르바가타이, 알타이 등에서 발생한 반란인 이리 사변과 함께 성립하였으며 국민혁명군에 대항하여 중화민국으로부터 독립을 선포하였다. 이들의 국군은 주도적인 위구르족을 비롯하여 카자흐족 등 기타 민족으로도 이루어져 있었다.
1946년 지도자들이 장개석과 회담을 가지기도 하였고 국민당과 반란군 양측이 평화적 해결을 위한 휴전에 합의하여 동튀르키스탄 공화국은 이리 및 주변 지역에 한정된 통치권을 유지하게 되었다. 이들은 신장 전체의 독립을 주장하였다. 1949년 국공내전이 발발했을 당시 위구르인들의 지도자인 에흐메트잔 카심을 비롯한 여러 정부 요인들이 중국 공산당의 초대로 베이징에서 열릴 중국인민위원회에 참석하려던 중 원인불명의 비행기 사고로 사망한 후 국가는 급속히 와해되었다.

## 지리
남쪽으로 티베트와 칭하이성, 동쪽으로는 간쑤성, 북동쪽으로는 몽골과 접해 있었다. 북서쪽에서 남서쪽 방면으로는 카자흐스탄, 키르기스스탄, 타지키스탄 등이 있고, 서쪽으로는 튀르케스탄 지역으로 부르는 구 소련 영토 중앙 아시아 국가와 인도, 파키스탄 간의 분쟁 지역인 카슈미르 지역 등과 접하고 있다.

## 지도자

### 대통령
- 엘리한 토레
- 에흐메탄 콰짐

## 같이 보기
- 동튀르키스탄 망명정부